# Sparkassen Cup 1991
Lo Sparkassen Cup 1991 è stato un torneo femminile di tennis giocato sul sintetico indoor. È stata la 2ª edizione del torneo, che fa parte della categoria Tier III nell'ambito del WTA Tour 1991. Si è giocato a Lipsia in Germania, dal 30 settembre al 6 ottobre 1991.

## Campionesse

### Singolare
Steffi Graf ha battuto in finale  Jana Novotná con il punteggio di 6–3, 6–3

### Doppio
Manon Bollegraf /  Isabelle Demongeot hanno battuto in finale  Jill Hetherington /  Kathy Rinaldi-Stunkel con il punteggio di 6–4, 6–3